# Francois Pienaar

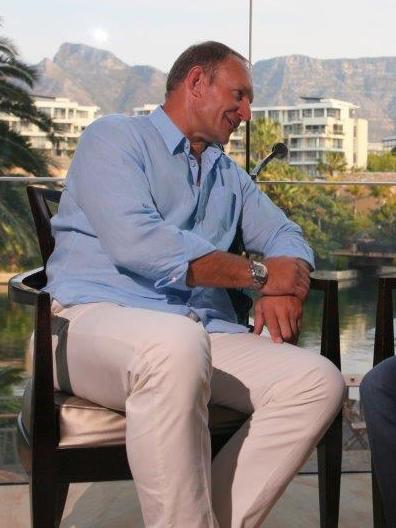
Francois Pienaarin 2010

Jacobus Francois Pienaar (Vereeniging, 2 januari 1967) is een voormalig Zuid-Afrikaans rugbyspeler afkomstig uit de Transvaal (huidig Mpumalanga). Hij speelde als flanker voor het Zuid-Afrikaanse nationaal rugbyteam (De Springboks) van 1993 tot 1996 en won 29 internationale wedstrijden, een aantal van deze als teamcaptain. 
Pienaar raakte bekend toen hij Zuid-Afrika in eigen land naar de overwinning leidde op het wereldkampioenschap rugby 1995. Dit was 5 jaar na het einde van Apartheid en het bijhorende internationale embargo, ook op sportvlak. Tijdens de uitreiking overhandigde Nelson Mandela, gekleed in een shirt van de Springboks met Pienaars nummer, hem de Webb Ellis Cup. 
Pienaar werd uit het Zuid-Afrikaanse team gezet in 1996 nadat hij wordt beschuldigd van een blessure te hebben gesimuleerd tijdens een belangrijke wedstrijd. Toen Pienaar naar Engeland reisde begon hij een carrière bij de Engelse club Saracenen. Hij ging met pensioen in 2000.
Het verhaal van de winst op het WK rugby 1995 werd in 2009 verfilmd door Clint Eastwood in Invictus, Pienaar wordt in deze film gespeeld door Matt Damon.